# Dear Darlin'
Singles de Olly Murs
Army of Two
(2013) Right Place Right Time
(2013)
Dear Darlin' est une chanson de l'artiste britannique Olly Murs. Le single est sorti le 26 mai 2013 sous le label américain Epic Records. 3e single extrait du 3e album studio Right Place Right Time (2012), la chanson est écrite par Olly Murs, Ed Drewett et Jim Eliot. Dear Darlin' est produit par Ed Drewett et Jim Eliot.
Le clip cumule environ 14 millions de vue sur YouTube (octobre 2013).
Une version française de la chanson a été enregistrée en duo avec la chanteuse Alizée.

## Classement par pays

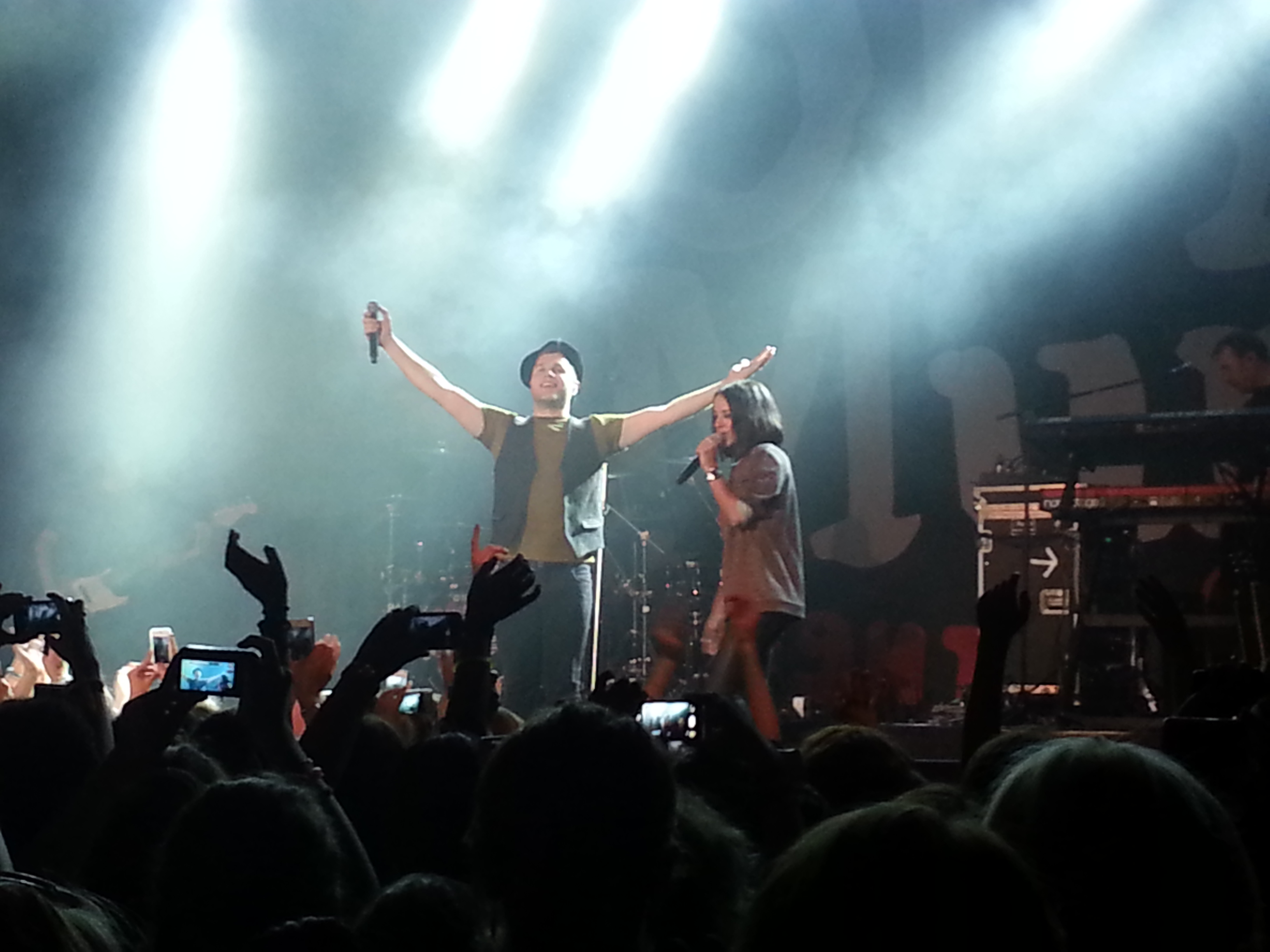
Olly Murs et Alizée chantent la version française du single Dear Darlin’ - Le Trianon (Paris), 2013.

## Formats et liste des pistes
| 1. | Dear Darlin' (single mix)                       | 3:26 |
| 2. | Don't You Worry Child (BBC Radio 1 Live Lounge) | 3:29 |
| 3. | Dear Darlin' (Live from The O2 - video)         | 3:38 |

| 1. | Dear Darlin' (feat. Alizée) | 3:27 |